# Rita Todorova
Rita Todorova, född den 18 augusti 1958, är en bulgarisk roddare.
Hon tog OS-silver i fyra med styrman i samband med de olympiska roddtävlingarna 1980 i Moskva.